# Bundesliga Femenina 2009-10
La Bundesliga Femenina 2009-10 fue la 20.ª edición de la máxima categoría de la liga de fútbol femenino de Alemania. Comenzó el 20 de septiembre de 2009 y terminó el 9 de mayo de 2010. El equipo campeón fue 1. FFC Turbine Potsdam y el subcampeón FCR 2001 Duisburg que además se clasificaron a la Liga de Campeones Femenina de la UEFA.

## Clasificación
| Pos. | Equipo                     | Pts. | PJ | G  | E | P  | GF | GC | Dif. | Clasificación o descenso     |
| ---- | -------------------------- | ---- | -- | -- | - | -- | -- | -- | ---- | ---------------------------- |
| 1    | 1. FFC Turbine Potsdam (C) | 59   | 22 | 19 | 2 | 1  | 84 | 15 | +69  | Calificó a Liga de Campeones |
| 2    | FCR 2001 Duisburg          | 54   | 22 | 17 | 3 | 2  | 73 | 16 | +57  | Calificó a Liga de Campeones |
| 3    | 1. FFC Frankfurt           | 51   | 22 | 17 | 0 | 5  | 84 | 29 | +55  |                              |
| 4    | FC Bayern Múnich           | 39   | 22 | 12 | 3 | 7  | 42 | 35 | +7   |                              |
| 5    | VfL Wolfsburgo             | 37   | 22 | 11 | 4 | 7  | 45 | 30 | +15  |                              |
| 6    | SC 07 Bad Neuenahr         | 32   | 22 | 10 | 2 | 10 | 35 | 36 | −1   |                              |
| 7    | Hamburger SV               | 28   | 22 | 8  | 4 | 10 | 31 | 51 | −20  |                              |
| 8    | FF USV Jena                | 21   | 22 | 6  | 3 | 13 | 31 | 60 | −29  |                              |
| 9    | 1. FC Saarbrücken          | 19   | 22 | 5  | 4 | 13 | 30 | 54 | −24  |                              |
| 10   | SGS Essen                  | 16   | 22 | 3  | 7 | 12 | 25 | 58 | −33  |                              |
| 11   | SC Friburgo                | 13   | 22 | 4  | 1 | 17 | 14 | 53 | −39  | Desciende a 2. Bundesliga    |
| 12   | Tennis Borussia Berlin     | 9    | 22 | 2  | 3 | 17 | 17 | 74 | −57  | Desciende a 2. Bundesliga    |

 Fuente: 

## Goleadoras

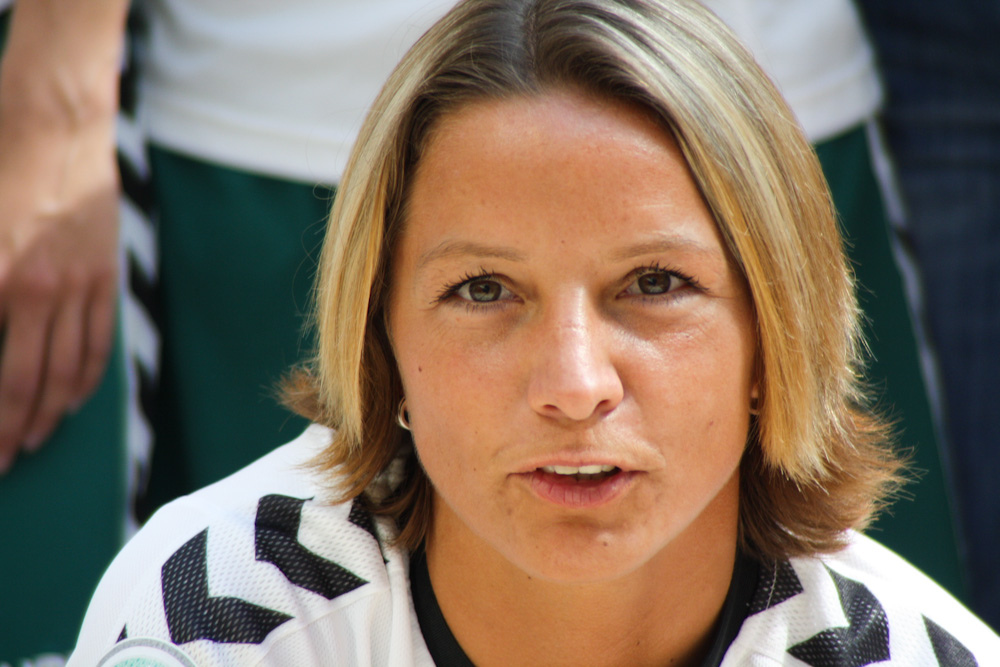
Inka Grings, goleadora de la temporada.

| Posición | Jugadora           | Club                   | Goles |
| -------- | ------------------ | ---------------------- | ----- |
| 1        | Inka Grings        | FCR 2001 Duisburg      | 28    |
| 2        | Kerstin Garefrekes | 1. FFC Frankfurt       | 19    |
| 3        | Anja Mittag        | 1. FFC Turbine Potsdam | 17    |
| 4        | Fatmire Bajramaj   | 1. FFC Turbine Potsdam | 16    |
| 5        | Célia Šašić        | SC 07 Bad Neuenahr     | 15    |
| 5        | Conny Pohlers      | 1. FFC Frankfurt       | 15    |
| 7        | Martina Müller     | VfL Wolfsburgo         | 14    |
| 7        | Genoveva Añonma    | FF USV Jena            | 14    |
| 9        | Birgit Prinz       | 1. FFC Frankfurt       | 12    |
| 10       | Nadine Keßler      | 1. FFC Turbine Potsdam | 11    |
| 10       | Petra Wimbersky    | 1. FFC Frankfurt       | 11    |